# Schronisko PTTK „Srebrny Potok” w Dolinie Srebrnika
Schronisko PTTK „Srebrny Potok” w Jarkowicach – obiekt noclegowy (schronisko turystyczne), położony w dolinie Białego Strumienia (Białej Wody) ponad wsią Jarkowice, na wschodnich zboczach karkonoskiego Grzbietu Lasockiego. 
Budynki, w którym mieści się schronisko, zostały wybudowane w latach 20. XX wieku. Po II wojnie światowej służyły one do 1948 roku Wojskom Ochrony Pogranicza. Wówczas przekazano je ZHP, które jednak już rok później harcerze opuścili obiekt. Do 1954 roku budynki stały niezagospodarowane i ulegały dewastacji. Wtedy to zwróciły uwagę geologów, poszukujących na terenie Lasockiego Grzbietu uranu. Na mocy umowy z Gromadzką Radą Narodową obiekt został przekazany Oddziałowi PTTK przy Instytutach PAN we Wrocławiu, który już w 1956 roku otworzył schronisko.
Ocenie obiekt oferuje 50 miejsc noclegowych w pokojach 2-6 osobowych. W schronisku brak bufetu, istnieje możliwość przyrządzenia własnych posiłków w kuchni. Jego zarządcą nadal jest Oddział PTTK przy Instytutach PAN we Wrocławiu.

## Dane teleadresowe
Jarkowice 136, 48-520 Lubawka

## Piesze szlaki turystyczne
- Schronisko „Srebrny Potok” - Jarkowice - Ogorzelec - Przełęcz Kowarska - Kowary
- Schronisko „Srebrny Potok” - Bielec - dojście do  z Przełęczy Okraj do Lubawki